# Saccolabium longicaule
Saccolabium longicaule är en orkidéart som beskrevs av Johannes Jacobus Smith. Saccolabium longicaule ingår i släktet Saccolabium och familjen orkidéer.
Artens utbredningsområde är Sumatera. Inga underarter finns listade i Catalogue of Life.